# Zánik Empire Falls
Zánik Empire Falls (2001) (originál Empire Falls) je román amerického spisovatele Richarda Russoa. Autor s nesmírnou přesností zaznamenává jemné pnutí propletence vztahů na malém městě, kde se zastavil čas, prokazuje mimořádný cit pro rytmus maloměstského života a v jeho vyprávění se mísí neuctivý, posměšný humor s hlubokým pochopením pro slabosti jeho hrdinů. Richard Russo napsal realistický, tragikomický román, jehož hlavním tématem je lpění na minulosti a síla zvyku, činy, které z nich pramení, ať už jsou jejich motivy jakékoli, i nečinnost a nevšímavost, které se slijí do jediného proudu událostí, aby nakonec vyústily v tragédii. V roce 2002 Richard Russo za tuto knihu získala Pulitzerovu cenu.

## Děj
Tragikomický příběh napsaný v nejlepší tradici velkého amerického románu se odehrává v zapadlém průmyslovém městečku Empire Falls, které těžce postihl krach místního dřevařského a textilního impéria. Hlavní hrdina Miles Roby sleduje pozvolný úpadek svého rodného města z ošumělého bistra, které vede od chvíle, kdy odešel ze školy, aby se mohl postarat o nemocnou matku. Miles je slušný člověk, ale jeho slušnost se dá někdy stěží odlišit od pasivity, takže nyní je mu dvaačtyřicet a bezmocně trčí v zapadákově, z něhož se kdysi zoufale pokoušel uniknout. Nemůže se vzepřít panovačné vdově Whitingové, jejíž rodině kdysi patřilo celé město a která mu dosud vládne železnou rukou. Nemůže zachránit svou bývalou manželku před dalším, stejně nešťastným sňatkem, nemůže zkrotit svého výtržnického otce, nemůže ochránit svou šestnáctiletou dceru, kterou zbožňuje, stručně řečeno, nemůže udělat vůbec nic. Jenom doufat, že mu paní Whitingová bistro Empire Grill konečně odprodá a on bude moci odvézt malou Tick někam, kde by jí mohl zajistit lepší život.